# Hieracium amblycybe
Hieracium amblycybe es una especie de planta con flor del género Hieracium, de la familia Asteraceae, orden Asterales.

## Distribución
Hieracium amblycybe se distribuye por Noruega.

## Taxonomía
Fue descrita científicamente por el botánico noruego Simen Oscar Fredrik Omang (1867-1953) en 1932. Fue publicada en Nyt Magazin for Naturvidenskaberne. Christiania 71: 112 (1932).